# 14-дюймовая железнодорожная пушка M1920
M1920 — американская сверхтяжёлая железнодорожная артиллерийская система, разработанная для решения задач береговой обороны как развитие аналогичной установки 14"/50 железнодорожного орудия.

## Конструкция
Основной целью разработки было увеличение гибкости использования артиллерийской системы. Для этого железнодорожный транспортер допускал оперативную установку орудия на специально подготовленную стационарную позицию, которая позволяла эффективно маневрировать огнём в азимутальном направлении в диапазоне 360°. Тем не менее, обычным способом наведения осталось ведение огня с железнодорожной платформы, маневрирующей на изогнутом участке пути.

## Боевая служба
Две из выпущенных четырёх установок использовались в форте Мак-Артур (Калифорния). Оставшиеся две - в зоне Панамского канала, вдоль Панамской железной дороги.